# Гай Фабий Пиктор (художник)
Вижте пояснителната страница за други личности с името Гай Фабий Пиктор.
Гай Фабий Пиктор (на латински: Gaius Fabius Pictor) е патриций от фамилията Фабии и художник на Римската република през 4 и 3 век пр.н.е.
Той е син на Марк Фабий и вероятно баща на Гай Фабий Пиктор (консул 269 пр.н.е.) и на Нумерий Фабий Пиктор (консул 266 пр.н.е.).
През 304 пр.н.е. той окрасява с фрески и отдолу написва своето име на построения храм след края на втората война против самнитите и осветен през 302 пр.н.е. от диктатор Гай Юний Бубулк Брут за богинята Салус на хълма Квиринал. Така той е първият от фамилията му Фабии, който получава допълнителното име Pictor („художник“). Храмът е унищожен от пожар по времето на император Клавдий.